# Колочное 2-е
Колочное 2-е — село в Читинском районе Забайкальского края России. Административный центр сельского поселения «Колочнинское». Основано в 1669 году.

## География
Село находится в западной части района, на федеральной автотрассе Р258 «Байкал», на расстоянии примерно 17 км (по прямой) к юго-западу от города Чита, административного центра района и края. 
Климат
Климат характеризуется как резко континентальный с продолжительной холодной малоснежной зимой и коротким тёплым летом. Среднегодовая температура воздуха составляет −4,3 °С −2,5 °С. Средняя многолетняя температура самого холодного месяца (января) составляет −28 °С −20 °С, температура самого тёплого (июля) — 15 °С 18 °С. Среднегодовое количество осадков — 300—400 мм.
Часовой пояс
Село Колочное 2-е, как и весь Забайкальский край, находится в часовой зоне МСК+6. Смещение применяемого времени относительно UTC составляет +9:00.

## Население
| 2010 | 2021 |
| ---- | ---- |
| 791  | ↘688 |

Национальный состав
Согласно результатам переписи 2002 года, в национальной структуре населения русские составляли 93 % из 817 чел. 

## Инфраструктура
В селе действуют средняя школа, фельдшерско-акушерский пункт и «Колочнинский детский дом», открытый в 1997 году. 